# Таблиця математичних символів
У математиці повсякчас використовуються символи для спрощення та скорочення викладення. Нижче наведено список математичних символів, що зустрічаються найчастіше.
Найпоширеніші:
- Плюс: +
- Мінус: −
- Знак множення: ×, ∙
- Знак ділення: :, ∕, ÷
- Символ піднесення до степеня: ^
- Знак рівності: =, ≈, ≠
- Знак конгруентності: ≡
- Знаки порівняння: <, >
- Знак порядку (тильда): ~
- Знак плюс-мінус: ±
- Знак кореня: √
- Факторіал: !
- Знак інтегралу: Неможливо розібрати вираз (SVG (MathML можна ввімкнути через плагін браузера): Недійсна відповідь («Math extension cannot connect to Restbase.») від сервера «http://localhost:6011/uk.wikipedia.org/v1/»:): {\displaystyle \int}

| Символ (TeX) | Символ (Unicode)                                         | Назва                                                                               | Значення | Приклад |
| Символ (TeX) | Символ (Unicode)                                         | Вимова                                                                              | Значення | Приклад |
| Символ (TeX) | Символ (Unicode)                                         | Розділ математики                                                                   | Значення | Приклад |
| --- | -------------------------------------------------------- | ----------------------------------------------------------------------------------- | --- | --- |
| Неможливо розібрати вираз (SVG (MathML можна ввімкнути через плагін браузера): Недійсна відповідь («Math extension cannot connect to Restbase.») від сервера «http://localhost:6011/uk.wikipedia.org/v1/»:): {\displaystyle \Rightarrow\,}                      | ⇒                                                        | Імплікація, слідування                                                              | {\displaystyle A\Rightarrow B\,} означає «коли {\displaystyle A} істинне, то {\displaystyle B} також істинне». Іноді використовують Неможливо розібрати вираз (SVG (MathML можна ввімкнути через плагін браузера): Недійсна відповідь («Math extension cannot connect to Restbase.») від сервера «http://localhost:6011/uk.wikipedia.org/v1/»:): {\displaystyle \rightarrow\,} . | Неможливо розібрати вираз (SVG (MathML можна ввімкнути через плагін браузера): Недійсна відповідь («Math extension cannot connect to Restbase.») від сервера «http://localhost:6011/uk.wikipedia.org/v1/»:): {\displaystyle x = 2 \Rightarrow x^2 = 4\,} істинне, але {\displaystyle x^{2}=4\Rightarrow x=2\,} хибно (тому що Неможливо розібрати вираз (SVG (MathML можна ввімкнути через плагін браузера): Недійсна відповідь («Math extension cannot connect to Restbase.») від сервера «http://localhost:6011/uk.wikipedia.org/v1/»:): {\displaystyle x=-2} також є розв'язком). |
| Неможливо розібрати вираз (SVG (MathML можна ввімкнути через плагін браузера): Недійсна відповідь («Math extension cannot connect to Restbase.») від сервера «http://localhost:6011/uk.wikipedia.org/v1/»:): {\displaystyle \Rightarrow\,}                      | ⇒                                                        | «з… випливає» або «якщо…, то…»                                                      | {\displaystyle A\Rightarrow B\,} означає «коли {\displaystyle A} істинне, то {\displaystyle B} також істинне». Іноді використовують Неможливо розібрати вираз (SVG (MathML можна ввімкнути через плагін браузера): Недійсна відповідь («Math extension cannot connect to Restbase.») від сервера «http://localhost:6011/uk.wikipedia.org/v1/»:): {\displaystyle \rightarrow\,} . | Неможливо розібрати вираз (SVG (MathML можна ввімкнути через плагін браузера): Недійсна відповідь («Math extension cannot connect to Restbase.») від сервера «http://localhost:6011/uk.wikipedia.org/v1/»:): {\displaystyle x = 2 \Rightarrow x^2 = 4\,} істинне, але {\displaystyle x^{2}=4\Rightarrow x=2\,} хибно (тому що Неможливо розібрати вираз (SVG (MathML можна ввімкнути через плагін браузера): Недійсна відповідь («Math extension cannot connect to Restbase.») від сервера «http://localhost:6011/uk.wikipedia.org/v1/»:): {\displaystyle x=-2} також є розв'язком). |
| Неможливо розібрати вираз (SVG (MathML можна ввімкнути через плагін браузера): Недійсна відповідь («Math extension cannot connect to Restbase.») від сервера «http://localhost:6011/uk.wikipedia.org/v1/»:): {\displaystyle \Rightarrow\,}                      | ⇒                                                        | скрізь                                                                              | {\displaystyle A\Rightarrow B\,} означає «коли {\displaystyle A} істинне, то {\displaystyle B} також істинне». Іноді використовують Неможливо розібрати вираз (SVG (MathML можна ввімкнути через плагін браузера): Недійсна відповідь («Math extension cannot connect to Restbase.») від сервера «http://localhost:6011/uk.wikipedia.org/v1/»:): {\displaystyle \rightarrow\,} . | Неможливо розібрати вираз (SVG (MathML можна ввімкнути через плагін браузера): Недійсна відповідь («Math extension cannot connect to Restbase.») від сервера «http://localhost:6011/uk.wikipedia.org/v1/»:): {\displaystyle x = 2 \Rightarrow x^2 = 4\,} істинне, але {\displaystyle x^{2}=4\Rightarrow x=2\,} хибно (тому що Неможливо розібрати вираз (SVG (MathML можна ввімкнути через плагін браузера): Недійсна відповідь («Math extension cannot connect to Restbase.») від сервера «http://localhost:6011/uk.wikipedia.org/v1/»:): {\displaystyle x=-2} також є розв'язком). |
| {\displaystyle \Leftrightarrow } | ⇔, ↔                                                     | Рівносильність                                                                      | {\displaystyle A\Leftrightarrow B} означає «Неможливо розібрати вираз (SVG (MathML можна ввімкнути через плагін браузера): Недійсна відповідь («Math extension cannot connect to Restbase.») від сервера «http://localhost:6011/uk.wikipedia.org/v1/»:): {\displaystyle A} істинне тоді і тільки тоді, коли Неможливо розібрати вираз (SVG (MathML можна ввімкнути через плагін браузера): Недійсна відповідь («Math extension cannot connect to Restbase.») від сервера «http://localhost:6011/uk.wikipedia.org/v1/»:): {\displaystyle B} істинне».                                                       | Неможливо розібрати вираз (SVG (MathML можна ввімкнути через плагін браузера): Недійсна відповідь («Math extension cannot connect to Restbase.») від сервера «http://localhost:6011/uk.wikipedia.org/v1/»:): {\displaystyle x + 5 = y + 2 \Leftrightarrow x + 3 = y\,} |
| {\displaystyle \Leftrightarrow } | ⇔, ↔                                                     | «тоді і тільки тоді» або «рівносильно»                                              | {\displaystyle A\Leftrightarrow B} означає «Неможливо розібрати вираз (SVG (MathML можна ввімкнути через плагін браузера): Недійсна відповідь («Math extension cannot connect to Restbase.») від сервера «http://localhost:6011/uk.wikipedia.org/v1/»:): {\displaystyle A} істинне тоді і тільки тоді, коли Неможливо розібрати вираз (SVG (MathML можна ввімкнути через плагін браузера): Недійсна відповідь («Math extension cannot connect to Restbase.») від сервера «http://localhost:6011/uk.wikipedia.org/v1/»:): {\displaystyle B} істинне».                                                       | Неможливо розібрати вираз (SVG (MathML можна ввімкнути через плагін браузера): Недійсна відповідь («Math extension cannot connect to Restbase.») від сервера «http://localhost:6011/uk.wikipedia.org/v1/»:): {\displaystyle x + 5 = y + 2 \Leftrightarrow x + 3 = y\,} |
| {\displaystyle \Leftrightarrow } | ⇔, ↔                                                     | скрізь                                                                              | {\displaystyle A\Leftrightarrow B} означає «Неможливо розібрати вираз (SVG (MathML можна ввімкнути через плагін браузера): Недійсна відповідь («Math extension cannot connect to Restbase.») від сервера «http://localhost:6011/uk.wikipedia.org/v1/»:): {\displaystyle A} істинне тоді і тільки тоді, коли Неможливо розібрати вираз (SVG (MathML можна ввімкнути через плагін браузера): Недійсна відповідь («Math extension cannot connect to Restbase.») від сервера «http://localhost:6011/uk.wikipedia.org/v1/»:): {\displaystyle B} істинне».                                                       | Неможливо розібрати вираз (SVG (MathML можна ввімкнути через плагін браузера): Недійсна відповідь («Math extension cannot connect to Restbase.») від сервера «http://localhost:6011/uk.wikipedia.org/v1/»:): {\displaystyle x + 5 = y + 2 \Leftrightarrow x + 3 = y\,} |
| {\displaystyle \wedge } | ∧                                                        | Кон’юнкція                                                                          | {\displaystyle A\wedge B} істинне тоді і тільки тоді, коли {\displaystyle A} і {\displaystyle B} обидва істині. | {\displaystyle (n>2)\wedge (n<4)\Leftrightarrow (n=3)}, якщо {\displaystyle n} — натуральне число. |
| {\displaystyle \wedge } | ∧                                                        | «і»                                                                                 | {\displaystyle A\wedge B} істинне тоді і тільки тоді, коли {\displaystyle A} і {\displaystyle B} обидва істині. | {\displaystyle (n>2)\wedge (n<4)\Leftrightarrow (n=3)}, якщо {\displaystyle n} — натуральне число. |
| {\displaystyle \wedge } | ∧                                                        | Математична логіка                                                                  | {\displaystyle A\wedge B} істинне тоді і тільки тоді, коли {\displaystyle A} і {\displaystyle B} обидва істині. | {\displaystyle (n>2)\wedge (n<4)\Leftrightarrow (n=3)}, якщо {\displaystyle n} — натуральне число. |
| {\displaystyle \vee } | ∨                                                        | Диз’юнкція                                                                          | {\displaystyle A\vee B} істинне, коли хоча б одна з умов {\displaystyle A} або {\displaystyle B} є істинною. | {\displaystyle (n\leqslant 2)\vee (n\geqslant 4)\Leftrightarrow n\neq 3}, якщо {\displaystyle n} — натуральне число. |
| {\displaystyle \vee } | ∨                                                        | «або»                                                                               | {\displaystyle A\vee B} істинне, коли хоча б одна з умов {\displaystyle A} або {\displaystyle B} є істинною. | {\displaystyle (n\leqslant 2)\vee (n\geqslant 4)\Leftrightarrow n\neq 3}, якщо {\displaystyle n} — натуральне число. |
| {\displaystyle \vee } | ∨                                                        | Математична логіка                                                                  | {\displaystyle A\vee B} істинне, коли хоча б одна з умов {\displaystyle A} або {\displaystyle B} є істинною. | {\displaystyle (n\leqslant 2)\vee (n\geqslant 4)\Leftrightarrow n\neq 3}, якщо {\displaystyle n} — натуральне число. |
| {\displaystyle \neg } | ¬                                                        | Заперечення                                                                         | Неможливо розібрати вираз (SVG (MathML можна ввімкнути через плагін браузера): Недійсна відповідь («Math extension cannot connect to Restbase.») від сервера «http://localhost:6011/uk.wikipedia.org/v1/»:): {\displaystyle \neg A} істинне тоді і тільки тоді, коли хибно {\displaystyle A}. | {\displaystyle \neg (A\wedge B)\Leftrightarrow (\neg A)\vee (\neg B)} {\displaystyle x\notin S\Leftrightarrow \neg (x\in S)} |
| {\displaystyle \neg } | ¬                                                        | «не»                                                                                | Неможливо розібрати вираз (SVG (MathML можна ввімкнути через плагін браузера): Недійсна відповідь («Math extension cannot connect to Restbase.») від сервера «http://localhost:6011/uk.wikipedia.org/v1/»:): {\displaystyle \neg A} істинне тоді і тільки тоді, коли хибно {\displaystyle A}. | {\displaystyle \neg (A\wedge B)\Leftrightarrow (\neg A)\vee (\neg B)} {\displaystyle x\notin S\Leftrightarrow \neg (x\in S)} |
| {\displaystyle \neg } | ¬                                                        | Математична логіка                                                                  | Неможливо розібрати вираз (SVG (MathML можна ввімкнути через плагін браузера): Недійсна відповідь («Math extension cannot connect to Restbase.») від сервера «http://localhost:6011/uk.wikipedia.org/v1/»:): {\displaystyle \neg A} істинне тоді і тільки тоді, коли хибно {\displaystyle A}. | {\displaystyle \neg (A\wedge B)\Leftrightarrow (\neg A)\vee (\neg B)} {\displaystyle x\notin S\Leftrightarrow \neg (x\in S)} |
| {\displaystyle \forall } | ∀                                                        | Квантор загальності                                                                 | Неможливо розібрати вираз (SVG (MathML можна ввімкнути через плагін браузера): Недійсна відповідь («Math extension cannot connect to Restbase.») від сервера «http://localhost:6011/uk.wikipedia.org/v1/»:): {\displaystyle \forall x, P(x)} означає «{\displaystyle P(x)} істинне для всіх {\displaystyle x}». | {\displaystyle \forall n\in \mathbb {N} ,\;n^{2}\geqslant n} |
| {\displaystyle \forall } | ∀                                                        | «Для будь-яких», «Для всіх»                                                         | Неможливо розібрати вираз (SVG (MathML можна ввімкнути через плагін браузера): Недійсна відповідь («Math extension cannot connect to Restbase.») від сервера «http://localhost:6011/uk.wikipedia.org/v1/»:): {\displaystyle \forall x, P(x)} означає «{\displaystyle P(x)} істинне для всіх {\displaystyle x}». | {\displaystyle \forall n\in \mathbb {N} ,\;n^{2}\geqslant n} |
| {\displaystyle \forall } | ∀                                                        | Математична логіка                                                                  | Неможливо розібрати вираз (SVG (MathML можна ввімкнути через плагін браузера): Недійсна відповідь («Math extension cannot connect to Restbase.») від сервера «http://localhost:6011/uk.wikipedia.org/v1/»:): {\displaystyle \forall x, P(x)} означає «{\displaystyle P(x)} істинне для всіх {\displaystyle x}». | {\displaystyle \forall n\in \mathbb {N} ,\;n^{2}\geqslant n} |
| Неможливо розібрати вираз (SVG (MathML можна ввімкнути через плагін браузера): Недійсна відповідь («Math extension cannot connect to Restbase.») від сервера «http://localhost:6011/uk.wikipedia.org/v1/»:): {\displaystyle \exists}                            | ∃                                                        | Квантор існування                                                                   | {\displaystyle \exists x,\;P(x)} означає «існує хоча б одне Неможливо розібрати вираз (SVG (MathML можна ввімкнути через плагін браузера): Недійсна відповідь («Math extension cannot connect to Restbase.») від сервера «http://localhost:6011/uk.wikipedia.org/v1/»:): {\displaystyle x} таке, що {\displaystyle P(x)} істинне» | Неможливо розібрати вираз (SVG (MathML можна ввімкнути через плагін браузера): Недійсна відповідь («Math extension cannot connect to Restbase.») від сервера «http://localhost:6011/uk.wikipedia.org/v1/»:): {\displaystyle \exists n\in \N,\;n+5=2n} (підходить число 5) |
| Неможливо розібрати вираз (SVG (MathML можна ввімкнути через плагін браузера): Недійсна відповідь («Math extension cannot connect to Restbase.») від сервера «http://localhost:6011/uk.wikipedia.org/v1/»:): {\displaystyle \exists}                            | ∃                                                        | «існує»                                                                             | {\displaystyle \exists x,\;P(x)} означає «існує хоча б одне Неможливо розібрати вираз (SVG (MathML можна ввімкнути через плагін браузера): Недійсна відповідь («Math extension cannot connect to Restbase.») від сервера «http://localhost:6011/uk.wikipedia.org/v1/»:): {\displaystyle x} таке, що {\displaystyle P(x)} істинне» | Неможливо розібрати вираз (SVG (MathML можна ввімкнути через плагін браузера): Недійсна відповідь («Math extension cannot connect to Restbase.») від сервера «http://localhost:6011/uk.wikipedia.org/v1/»:): {\displaystyle \exists n\in \N,\;n+5=2n} (підходить число 5) |
| Неможливо розібрати вираз (SVG (MathML можна ввімкнути через плагін браузера): Недійсна відповідь («Math extension cannot connect to Restbase.») від сервера «http://localhost:6011/uk.wikipedia.org/v1/»:): {\displaystyle \exists}                            | ∃                                                        | Математична логіка                                                                  | {\displaystyle \exists x,\;P(x)} означає «існує хоча б одне Неможливо розібрати вираз (SVG (MathML можна ввімкнути через плагін браузера): Недійсна відповідь («Math extension cannot connect to Restbase.») від сервера «http://localhost:6011/uk.wikipedia.org/v1/»:): {\displaystyle x} таке, що {\displaystyle P(x)} істинне» | Неможливо розібрати вираз (SVG (MathML можна ввімкнути через плагін браузера): Недійсна відповідь («Math extension cannot connect to Restbase.») від сервера «http://localhost:6011/uk.wikipedia.org/v1/»:): {\displaystyle \exists n\in \N,\;n+5=2n} (підходить число 5) |
| {\displaystyle =\,} | =                                                        | Рівність                                                                            | Неможливо розібрати вираз (SVG (MathML можна ввімкнути через плагін браузера): Недійсна відповідь («Math extension cannot connect to Restbase.») від сервера «http://localhost:6011/uk.wikipedia.org/v1/»:): {\displaystyle x=y} означає «{\displaystyle x} і {\displaystyle y} означають один і той же об’єкт». | 1 + 2 = 6 − 3 |
| {\displaystyle =\,} | =                                                        | «дорівнює»                                                                          | Неможливо розібрати вираз (SVG (MathML можна ввімкнути через плагін браузера): Недійсна відповідь («Math extension cannot connect to Restbase.») від сервера «http://localhost:6011/uk.wikipedia.org/v1/»:): {\displaystyle x=y} означає «{\displaystyle x} і {\displaystyle y} означають один і той же об’єкт». | 1 + 2 = 6 − 3 |
| {\displaystyle =\,} | =                                                        | скрізь                                                                              | Неможливо розібрати вираз (SVG (MathML можна ввімкнути через плагін браузера): Недійсна відповідь («Math extension cannot connect to Restbase.») від сервера «http://localhost:6011/uk.wikipedia.org/v1/»:): {\displaystyle x=y} означає «{\displaystyle x} і {\displaystyle y} означають один і той же об’єкт». | 1 + 2 = 6 − 3 |
| {\displaystyle :=} {\displaystyle :\Leftrightarrow } {\displaystyle {\stackrel {\rm {def}}{=}}} | := :⇔                                                    | Визначення                                                                          | {\displaystyle x:=y} означає «Неможливо розібрати вираз (SVG (MathML можна ввімкнути через плагін браузера): Недійсна відповідь («Math extension cannot connect to Restbase.») від сервера «http://localhost:6011/uk.wikipedia.org/v1/»:): {\displaystyle x} за визначенням дорівнює {\displaystyle y}». {\displaystyle P:\Leftrightarrow Q} означає «{\displaystyle P} за визначенням рівносильно {\displaystyle Q}» | {\displaystyle {\rm {ch}}(x):={1 \over 2}\left(e^{x}+e^{-x}\right)} (Гіперболічний косинус) {\displaystyle A\oplus B:\Leftrightarrow (A\vee B)\wedge \neg (A\wedge B)} (Виключаюче або) |
| {\displaystyle :=} {\displaystyle :\Leftrightarrow } {\displaystyle {\stackrel {\rm {def}}{=}}} | := :⇔                                                    | «дорівнює/рівносильно за визначенням»                                               | {\displaystyle x:=y} означає «Неможливо розібрати вираз (SVG (MathML можна ввімкнути через плагін браузера): Недійсна відповідь («Math extension cannot connect to Restbase.») від сервера «http://localhost:6011/uk.wikipedia.org/v1/»:): {\displaystyle x} за визначенням дорівнює {\displaystyle y}». {\displaystyle P:\Leftrightarrow Q} означає «{\displaystyle P} за визначенням рівносильно {\displaystyle Q}» | {\displaystyle {\rm {ch}}(x):={1 \over 2}\left(e^{x}+e^{-x}\right)} (Гіперболічний косинус) {\displaystyle A\oplus B:\Leftrightarrow (A\vee B)\wedge \neg (A\wedge B)} (Виключаюче або) |
| {\displaystyle :=} {\displaystyle :\Leftrightarrow } {\displaystyle {\stackrel {\rm {def}}{=}}} | := :⇔                                                    | скрізь                                                                              | {\displaystyle x:=y} означає «Неможливо розібрати вираз (SVG (MathML можна ввімкнути через плагін браузера): Недійсна відповідь («Math extension cannot connect to Restbase.») від сервера «http://localhost:6011/uk.wikipedia.org/v1/»:): {\displaystyle x} за визначенням дорівнює {\displaystyle y}». {\displaystyle P:\Leftrightarrow Q} означає «{\displaystyle P} за визначенням рівносильно {\displaystyle Q}» | {\displaystyle {\rm {ch}}(x):={1 \over 2}\left(e^{x}+e^{-x}\right)} (Гіперболічний косинус) {\displaystyle A\oplus B:\Leftrightarrow (A\vee B)\wedge \neg (A\wedge B)} (Виключаюче або) |
| {\displaystyle \{,\}} | { , }                                                    | Множина елементів                                                                   | {\displaystyle \{a,\;b,\;c\}} означає множина, елементами якої є {\displaystyle a}, Неможливо розібрати вираз (SVG (MathML можна ввімкнути через плагін браузера): Недійсна відповідь («Math extension cannot connect to Restbase.») від сервера «http://localhost:6011/uk.wikipedia.org/v1/»:): {\displaystyle b} та {\displaystyle c}. | {\displaystyle \mathbb {N} =\{0,\;1,\;2,\;\ldots \}} (множина натуральних чисел) |
| {\displaystyle \{,\}} | { , }                                                    | «Множина…»                                                                          | {\displaystyle \{a,\;b,\;c\}} означає множина, елементами якої є {\displaystyle a}, Неможливо розібрати вираз (SVG (MathML можна ввімкнути через плагін браузера): Недійсна відповідь («Math extension cannot connect to Restbase.») від сервера «http://localhost:6011/uk.wikipedia.org/v1/»:): {\displaystyle b} та {\displaystyle c}. | {\displaystyle \mathbb {N} =\{0,\;1,\;2,\;\ldots \}} (множина натуральних чисел) |
| {\displaystyle \{,\}} | { , }                                                    | Теорія множин                                                                       | {\displaystyle \{a,\;b,\;c\}} означає множина, елементами якої є {\displaystyle a}, Неможливо розібрати вираз (SVG (MathML можна ввімкнути через плагін браузера): Недійсна відповідь («Math extension cannot connect to Restbase.») від сервера «http://localhost:6011/uk.wikipedia.org/v1/»:): {\displaystyle b} та {\displaystyle c}. | {\displaystyle \mathbb {N} =\{0,\;1,\;2,\;\ldots \}} (множина натуральних чисел) |
| {\displaystyle \{\|\}} {\displaystyle \{:\}} | { \| } { : }                                             | Множина елементів, що задовольняють умові                                           | {\displaystyle \{x\,\|\,P(x)\}} означає множину усіх Неможливо розібрати вираз (SVG (MathML можна ввімкнути через плагін браузера): Недійсна відповідь («Math extension cannot connect to Restbase.») від сервера «http://localhost:6011/uk.wikipedia.org/v1/»:): {\displaystyle x} таких, що істинне {\displaystyle P(x)}. | {\displaystyle \{n\in \mathbb {N} \,\|\,n^{2}<20\}=\{1,\;2,\;3,\;4\}} |
| {\displaystyle \{\|\}} {\displaystyle \{:\}} | { \| } { : }                                             | «Множина всіх… таких, що істинне…»                                                  | {\displaystyle \{x\,\|\,P(x)\}} означає множину усіх Неможливо розібрати вираз (SVG (MathML можна ввімкнути через плагін браузера): Недійсна відповідь («Math extension cannot connect to Restbase.») від сервера «http://localhost:6011/uk.wikipedia.org/v1/»:): {\displaystyle x} таких, що істинне {\displaystyle P(x)}. | {\displaystyle \{n\in \mathbb {N} \,\|\,n^{2}<20\}=\{1,\;2,\;3,\;4\}} |
| {\displaystyle \{\|\}} {\displaystyle \{:\}} | { \| } { : }                                             | Теорія множин                                                                       | {\displaystyle \{x\,\|\,P(x)\}} означає множину усіх Неможливо розібрати вираз (SVG (MathML можна ввімкнути через плагін браузера): Недійсна відповідь («Math extension cannot connect to Restbase.») від сервера «http://localhost:6011/uk.wikipedia.org/v1/»:): {\displaystyle x} таких, що істинне {\displaystyle P(x)}. | {\displaystyle \{n\in \mathbb {N} \,\|\,n^{2}<20\}=\{1,\;2,\;3,\;4\}} |
| {\displaystyle \varnothing } {\displaystyle \{\}} | ∅ {}                                                     | Порожня множина                                                                     | {\displaystyle \{\}} і Неможливо розібрати вираз (SVG (MathML можна ввімкнути через плагін браузера): Недійсна відповідь («Math extension cannot connect to Restbase.») від сервера «http://localhost:6011/uk.wikipedia.org/v1/»:): {\displaystyle \varnothing} означає множину, що не містить жодного елементу. | {\displaystyle \{n\in \mathbb {N} \,\|\,1<n^{2}<4\}=\varnothing } |
| {\displaystyle \varnothing } {\displaystyle \{\}} | ∅ {}                                                     | «Порожня множина»                                                                   | {\displaystyle \{\}} і Неможливо розібрати вираз (SVG (MathML можна ввімкнути через плагін браузера): Недійсна відповідь («Math extension cannot connect to Restbase.») від сервера «http://localhost:6011/uk.wikipedia.org/v1/»:): {\displaystyle \varnothing} означає множину, що не містить жодного елементу. | {\displaystyle \{n\in \mathbb {N} \,\|\,1<n^{2}<4\}=\varnothing } |
| {\displaystyle \varnothing } {\displaystyle \{\}} | ∅ {}                                                     | Теорія множин                                                                       | {\displaystyle \{\}} і Неможливо розібрати вираз (SVG (MathML можна ввімкнути через плагін браузера): Недійсна відповідь («Math extension cannot connect to Restbase.») від сервера «http://localhost:6011/uk.wikipedia.org/v1/»:): {\displaystyle \varnothing} означає множину, що не містить жодного елементу. | {\displaystyle \{n\in \mathbb {N} \,\|\,1<n^{2}<4\}=\varnothing } |
| {\displaystyle \in } {\displaystyle \notin } | ∈ ∉                                                      | приналежність/неприналежність до множини                                            | {\displaystyle a\in S} означає «Неможливо розібрати вираз (SVG (MathML можна ввімкнути через плагін браузера): Недійсна відповідь («Math extension cannot connect to Restbase.») від сервера «http://localhost:6011/uk.wikipedia.org/v1/»:): {\displaystyle a} є елементом множини Неможливо розібрати вираз (SVG (MathML можна ввімкнути через плагін браузера): Недійсна відповідь («Math extension cannot connect to Restbase.») від сервера «http://localhost:6011/uk.wikipedia.org/v1/»:): {\displaystyle S} » {\displaystyle a\notin S} означає «{\displaystyle a} не є елементом {\displaystyle S}» | Неможливо розібрати вираз (SVG (MathML можна ввімкнути через плагін браузера): Недійсна відповідь («Math extension cannot connect to Restbase.») від сервера «http://localhost:6011/uk.wikipedia.org/v1/»:): {\displaystyle 2\in \N} {\displaystyle {1 \over 2}\notin \mathbb {N} } |
| {\displaystyle \in } {\displaystyle \notin } | ∈ ∉                                                      | «належить», «з» «не належить»                                                       | {\displaystyle a\in S} означає «Неможливо розібрати вираз (SVG (MathML можна ввімкнути через плагін браузера): Недійсна відповідь («Math extension cannot connect to Restbase.») від сервера «http://localhost:6011/uk.wikipedia.org/v1/»:): {\displaystyle a} є елементом множини Неможливо розібрати вираз (SVG (MathML можна ввімкнути через плагін браузера): Недійсна відповідь («Math extension cannot connect to Restbase.») від сервера «http://localhost:6011/uk.wikipedia.org/v1/»:): {\displaystyle S} » {\displaystyle a\notin S} означає «{\displaystyle a} не є елементом {\displaystyle S}» | Неможливо розібрати вираз (SVG (MathML можна ввімкнути через плагін браузера): Недійсна відповідь («Math extension cannot connect to Restbase.») від сервера «http://localhost:6011/uk.wikipedia.org/v1/»:): {\displaystyle 2\in \N} {\displaystyle {1 \over 2}\notin \mathbb {N} } |
| {\displaystyle \in } {\displaystyle \notin } | ∈ ∉                                                      | Теорія множин                                                                       | {\displaystyle a\in S} означає «Неможливо розібрати вираз (SVG (MathML можна ввімкнути через плагін браузера): Недійсна відповідь («Math extension cannot connect to Restbase.») від сервера «http://localhost:6011/uk.wikipedia.org/v1/»:): {\displaystyle a} є елементом множини Неможливо розібрати вираз (SVG (MathML можна ввімкнути через плагін браузера): Недійсна відповідь («Math extension cannot connect to Restbase.») від сервера «http://localhost:6011/uk.wikipedia.org/v1/»:): {\displaystyle S} » {\displaystyle a\notin S} означає «{\displaystyle a} не є елементом {\displaystyle S}» | Неможливо розібрати вираз (SVG (MathML можна ввімкнути через плагін браузера): Недійсна відповідь («Math extension cannot connect to Restbase.») від сервера «http://localhost:6011/uk.wikipedia.org/v1/»:): {\displaystyle 2\in \N} {\displaystyle {1 \over 2}\notin \mathbb {N} } |
| Неможливо розібрати вираз (SVG (MathML можна ввімкнути через плагін браузера): Недійсна відповідь («Math extension cannot connect to Restbase.») від сервера «http://localhost:6011/uk.wikipedia.org/v1/»:): {\displaystyle \subseteq} {\displaystyle \subset } | ⊆ ⊂                                                      | Підмножина                                                                          | Неможливо розібрати вираз (SVG (MathML можна ввімкнути через плагін браузера): Недійсна відповідь («Math extension cannot connect to Restbase.») від сервера «http://localhost:6011/uk.wikipedia.org/v1/»:): {\displaystyle A\subseteq B} означає «кожний елемент з {\displaystyle A} також є елементом з {\displaystyle B}». {\displaystyle A\subset B} як правило означає те ж, що і {\displaystyle A\subseteq B}. Однак деякі автори використовують {\displaystyle \subset }, щоб показати строге включення (а саме {\displaystyle \subsetneq }).                                                       | {\displaystyle (A\cap B)\subseteq A} {\displaystyle \mathbb {Q} \subseteq \mathbb {R} } |
| Неможливо розібрати вираз (SVG (MathML можна ввімкнути через плагін браузера): Недійсна відповідь («Math extension cannot connect to Restbase.») від сервера «http://localhost:6011/uk.wikipedia.org/v1/»:): {\displaystyle \subseteq} {\displaystyle \subset } | ⊆ ⊂                                                      | «є підмножиною», «включено в»                                                       | Неможливо розібрати вираз (SVG (MathML можна ввімкнути через плагін браузера): Недійсна відповідь («Math extension cannot connect to Restbase.») від сервера «http://localhost:6011/uk.wikipedia.org/v1/»:): {\displaystyle A\subseteq B} означає «кожний елемент з {\displaystyle A} також є елементом з {\displaystyle B}». {\displaystyle A\subset B} як правило означає те ж, що і {\displaystyle A\subseteq B}. Однак деякі автори використовують {\displaystyle \subset }, щоб показати строге включення (а саме {\displaystyle \subsetneq }).                                                       | {\displaystyle (A\cap B)\subseteq A} {\displaystyle \mathbb {Q} \subseteq \mathbb {R} } |
| Неможливо розібрати вираз (SVG (MathML можна ввімкнути через плагін браузера): Недійсна відповідь («Math extension cannot connect to Restbase.») від сервера «http://localhost:6011/uk.wikipedia.org/v1/»:): {\displaystyle \subseteq} {\displaystyle \subset } | ⊆ ⊂                                                      | Теорія множин                                                                       | Неможливо розібрати вираз (SVG (MathML можна ввімкнути через плагін браузера): Недійсна відповідь («Math extension cannot connect to Restbase.») від сервера «http://localhost:6011/uk.wikipedia.org/v1/»:): {\displaystyle A\subseteq B} означає «кожний елемент з {\displaystyle A} також є елементом з {\displaystyle B}». {\displaystyle A\subset B} як правило означає те ж, що і {\displaystyle A\subseteq B}. Однак деякі автори використовують {\displaystyle \subset }, щоб показати строге включення (а саме {\displaystyle \subsetneq }).                                                       | {\displaystyle (A\cap B)\subseteq A} {\displaystyle \mathbb {Q} \subseteq \mathbb {R} } |
| {\displaystyle \subsetneq } | ⫋                                                        | Власна підмножина                                                                   | {\displaystyle A\subsetneq B} означає Неможливо розібрати вираз (SVG (MathML можна ввімкнути через плагін браузера): Недійсна відповідь («Math extension cannot connect to Restbase.») від сервера «http://localhost:6011/uk.wikipedia.org/v1/»:): {\displaystyle A\subseteq B} і {\displaystyle A\neq B}. | {\displaystyle \mathbb {N} \subsetneq \mathbb {Q} } |
| {\displaystyle \subsetneq } | ⫋                                                        | «є власною підмножиною», «строго включається в»                                     | {\displaystyle A\subsetneq B} означає Неможливо розібрати вираз (SVG (MathML можна ввімкнути через плагін браузера): Недійсна відповідь («Math extension cannot connect to Restbase.») від сервера «http://localhost:6011/uk.wikipedia.org/v1/»:): {\displaystyle A\subseteq B} і {\displaystyle A\neq B}. | {\displaystyle \mathbb {N} \subsetneq \mathbb {Q} } |
| {\displaystyle \subsetneq } | ⫋                                                        | Теорія множин                                                                       | {\displaystyle A\subsetneq B} означає Неможливо розібрати вираз (SVG (MathML можна ввімкнути через плагін браузера): Недійсна відповідь («Math extension cannot connect to Restbase.») від сервера «http://localhost:6011/uk.wikipedia.org/v1/»:): {\displaystyle A\subseteq B} і {\displaystyle A\neq B}. | {\displaystyle \mathbb {N} \subsetneq \mathbb {Q} } |
| {\displaystyle \cup } | ∪                                                        | Об’єднання                                                                          | {\displaystyle A\cup B} означає множину елементів, що належать Неможливо розібрати вираз (SVG (MathML можна ввімкнути через плагін браузера): Недійсна відповідь («Math extension cannot connect to Restbase.») від сервера «http://localhost:6011/uk.wikipedia.org/v1/»:): {\displaystyle A} або {\displaystyle B} (або обом одразу). | Неможливо розібрати вираз (SVG (MathML можна ввімкнути через плагін браузера): Недійсна відповідь («Math extension cannot connect to Restbase.») від сервера «http://localhost:6011/uk.wikipedia.org/v1/»:): {\displaystyle A\subseteq B\Leftrightarrow A\cup B=B} |
| {\displaystyle \cup } | ∪                                                        | «Об’єднання … і …», «…, об’єднане з …»                                              | {\displaystyle A\cup B} означає множину елементів, що належать Неможливо розібрати вираз (SVG (MathML можна ввімкнути через плагін браузера): Недійсна відповідь («Math extension cannot connect to Restbase.») від сервера «http://localhost:6011/uk.wikipedia.org/v1/»:): {\displaystyle A} або {\displaystyle B} (або обом одразу). | Неможливо розібрати вираз (SVG (MathML можна ввімкнути через плагін браузера): Недійсна відповідь («Math extension cannot connect to Restbase.») від сервера «http://localhost:6011/uk.wikipedia.org/v1/»:): {\displaystyle A\subseteq B\Leftrightarrow A\cup B=B} |
| {\displaystyle \cup } | ∪                                                        | Теорія множин                                                                       | {\displaystyle A\cup B} означає множину елементів, що належать Неможливо розібрати вираз (SVG (MathML можна ввімкнути через плагін браузера): Недійсна відповідь («Math extension cannot connect to Restbase.») від сервера «http://localhost:6011/uk.wikipedia.org/v1/»:): {\displaystyle A} або {\displaystyle B} (або обом одразу). | Неможливо розібрати вираз (SVG (MathML можна ввімкнути через плагін браузера): Недійсна відповідь («Math extension cannot connect to Restbase.») від сервера «http://localhost:6011/uk.wikipedia.org/v1/»:): {\displaystyle A\subseteq B\Leftrightarrow A\cup B=B} |
| Неможливо розібрати вираз (SVG (MathML можна ввімкнути через плагін браузера): Недійсна відповідь («Math extension cannot connect to Restbase.») від сервера «http://localhost:6011/uk.wikipedia.org/v1/»:): {\displaystyle \cap}                               | ⋂                                                        | Перетин                                                                             | {\displaystyle A\cap B} означає множину елементів, що належать і Неможливо розібрати вираз (SVG (MathML можна ввімкнути через плагін браузера): Недійсна відповідь («Math extension cannot connect to Restbase.») від сервера «http://localhost:6011/uk.wikipedia.org/v1/»:): {\displaystyle A} , і {\displaystyle B}. | Неможливо розібрати вираз (SVG (MathML можна ввімкнути через плагін браузера): Недійсна відповідь («Math extension cannot connect to Restbase.») від сервера «http://localhost:6011/uk.wikipedia.org/v1/»:): {\displaystyle \{x\in \R\,\|\,x^2=1\}\cap \N = \{1\}} |
| Неможливо розібрати вираз (SVG (MathML можна ввімкнути через плагін браузера): Недійсна відповідь («Math extension cannot connect to Restbase.») від сервера «http://localhost:6011/uk.wikipedia.org/v1/»:): {\displaystyle \cap}                               | ⋂                                                        | «Перетин … і … », «…, перетнуте з …»                                                | {\displaystyle A\cap B} означає множину елементів, що належать і Неможливо розібрати вираз (SVG (MathML можна ввімкнути через плагін браузера): Недійсна відповідь («Math extension cannot connect to Restbase.») від сервера «http://localhost:6011/uk.wikipedia.org/v1/»:): {\displaystyle A} , і {\displaystyle B}. | Неможливо розібрати вираз (SVG (MathML можна ввімкнути через плагін браузера): Недійсна відповідь («Math extension cannot connect to Restbase.») від сервера «http://localhost:6011/uk.wikipedia.org/v1/»:): {\displaystyle \{x\in \R\,\|\,x^2=1\}\cap \N = \{1\}} |
| Неможливо розібрати вираз (SVG (MathML можна ввімкнути через плагін браузера): Недійсна відповідь («Math extension cannot connect to Restbase.») від сервера «http://localhost:6011/uk.wikipedia.org/v1/»:): {\displaystyle \cap}                               | ⋂                                                        | Теорія множин                                                                       | {\displaystyle A\cap B} означає множину елементів, що належать і Неможливо розібрати вираз (SVG (MathML можна ввімкнути через плагін браузера): Недійсна відповідь («Math extension cannot connect to Restbase.») від сервера «http://localhost:6011/uk.wikipedia.org/v1/»:): {\displaystyle A} , і {\displaystyle B}. | Неможливо розібрати вираз (SVG (MathML можна ввімкнути через плагін браузера): Недійсна відповідь («Math extension cannot connect to Restbase.») від сервера «http://localhost:6011/uk.wikipedia.org/v1/»:): {\displaystyle \{x\in \R\,\|\,x^2=1\}\cap \N = \{1\}} |
| {\displaystyle \setminus } | \                                                        | Різниця множин                                                                      | Неможливо розібрати вираз (SVG (MathML можна ввімкнути через плагін браузера): Недійсна відповідь («Math extension cannot connect to Restbase.») від сервера «http://localhost:6011/uk.wikipedia.org/v1/»:): {\displaystyle A\setminus B} означає множину елементів, що належать Неможливо розібрати вираз (SVG (MathML можна ввімкнути через плагін браузера): Недійсна відповідь («Math extension cannot connect to Restbase.») від сервера «http://localhost:6011/uk.wikipedia.org/v1/»:): {\displaystyle A} , але не належать {\displaystyle B}.                                                       | Неможливо розібрати вираз (SVG (MathML можна ввімкнути через плагін браузера): Недійсна відповідь («Math extension cannot connect to Restbase.») від сервера «http://localhost:6011/uk.wikipedia.org/v1/»:): {\displaystyle \{1,\;2,\;3,\;4\}\setminus \{3,\;4,\;5,\;6\} = \{1,\;2\}} |
| {\displaystyle \setminus } | \                                                        | «різниця … і … », «мінус», «… без …»                                                | Неможливо розібрати вираз (SVG (MathML можна ввімкнути через плагін браузера): Недійсна відповідь («Math extension cannot connect to Restbase.») від сервера «http://localhost:6011/uk.wikipedia.org/v1/»:): {\displaystyle A\setminus B} означає множину елементів, що належать Неможливо розібрати вираз (SVG (MathML можна ввімкнути через плагін браузера): Недійсна відповідь («Math extension cannot connect to Restbase.») від сервера «http://localhost:6011/uk.wikipedia.org/v1/»:): {\displaystyle A} , але не належать {\displaystyle B}.                                                       | Неможливо розібрати вираз (SVG (MathML можна ввімкнути через плагін браузера): Недійсна відповідь («Math extension cannot connect to Restbase.») від сервера «http://localhost:6011/uk.wikipedia.org/v1/»:): {\displaystyle \{1,\;2,\;3,\;4\}\setminus \{3,\;4,\;5,\;6\} = \{1,\;2\}} |
| {\displaystyle \setminus } | \                                                        | Теорія множин                                                                       | Неможливо розібрати вираз (SVG (MathML можна ввімкнути через плагін браузера): Недійсна відповідь («Math extension cannot connect to Restbase.») від сервера «http://localhost:6011/uk.wikipedia.org/v1/»:): {\displaystyle A\setminus B} означає множину елементів, що належать Неможливо розібрати вираз (SVG (MathML можна ввімкнути через плагін браузера): Недійсна відповідь («Math extension cannot connect to Restbase.») від сервера «http://localhost:6011/uk.wikipedia.org/v1/»:): {\displaystyle A} , але не належать {\displaystyle B}.                                                       | Неможливо розібрати вираз (SVG (MathML можна ввімкнути через плагін браузера): Недійсна відповідь («Math extension cannot connect to Restbase.») від сервера «http://localhost:6011/uk.wikipedia.org/v1/»:): {\displaystyle \{1,\;2,\;3,\;4\}\setminus \{3,\;4,\;5,\;6\} = \{1,\;2\}} |
| {\displaystyle \to } | →                                                        | Функція                                                                             | Неможливо розібрати вираз (SVG (MathML можна ввімкнути через плагін браузера): Недійсна відповідь («Math extension cannot connect to Restbase.») від сервера «http://localhost:6011/uk.wikipedia.org/v1/»:): {\displaystyle f\!\!:X\to Y} означає функцію {\displaystyle f}, що відображає множину (область визначення) {\displaystyle X} у множину Неможливо розібрати вираз (SVG (MathML можна ввімкнути через плагін браузера): Недійсна відповідь («Math extension cannot connect to Restbase.») від сервера «http://localhost:6011/uk.wikipedia.org/v1/»:): {\displaystyle Y} .                       | Функція {\displaystyle f\!\!:\mathbb {Z} \to \mathbb {Z} }, що визначення як {\displaystyle f(x)=x^{2}} |
| {\displaystyle \to } | →                                                        | «з … в»,                                                                            | Неможливо розібрати вираз (SVG (MathML можна ввімкнути через плагін браузера): Недійсна відповідь («Math extension cannot connect to Restbase.») від сервера «http://localhost:6011/uk.wikipedia.org/v1/»:): {\displaystyle f\!\!:X\to Y} означає функцію {\displaystyle f}, що відображає множину (область визначення) {\displaystyle X} у множину Неможливо розібрати вираз (SVG (MathML можна ввімкнути через плагін браузера): Недійсна відповідь («Math extension cannot connect to Restbase.») від сервера «http://localhost:6011/uk.wikipedia.org/v1/»:): {\displaystyle Y} .                       | Функція {\displaystyle f\!\!:\mathbb {Z} \to \mathbb {Z} }, що визначення як {\displaystyle f(x)=x^{2}} |
| {\displaystyle \to } | →                                                        | скрізь                                                                              | Неможливо розібрати вираз (SVG (MathML можна ввімкнути через плагін браузера): Недійсна відповідь («Math extension cannot connect to Restbase.») від сервера «http://localhost:6011/uk.wikipedia.org/v1/»:): {\displaystyle f\!\!:X\to Y} означає функцію {\displaystyle f}, що відображає множину (область визначення) {\displaystyle X} у множину Неможливо розібрати вираз (SVG (MathML можна ввімкнути через плагін браузера): Недійсна відповідь («Math extension cannot connect to Restbase.») від сервера «http://localhost:6011/uk.wikipedia.org/v1/»:): {\displaystyle Y} .                       | Функція {\displaystyle f\!\!:\mathbb {Z} \to \mathbb {Z} }, що визначення як {\displaystyle f(x)=x^{2}} |
| {\displaystyle \mapsto } | ↦                                                        | Відображення                                                                        | {\displaystyle x\mapsto f(x)} означає, що образом {\displaystyle x} після застосування функції {\displaystyle f} буде Неможливо розібрати вираз (SVG (MathML можна ввімкнути через плагін браузера): Недійсна відповідь («Math extension cannot connect to Restbase.») від сервера «http://localhost:6011/uk.wikipedia.org/v1/»:): {\displaystyle f(x)} . | Функцію, що визначення як {\displaystyle f(x)=x^{2}}, можна записати так: {\displaystyle f\colon x\mapsto x^{2}} |
| {\displaystyle \mapsto } | ↦                                                        | «відображується в»                                                                  | {\displaystyle x\mapsto f(x)} означає, що образом {\displaystyle x} після застосування функції {\displaystyle f} буде Неможливо розібрати вираз (SVG (MathML можна ввімкнути через плагін браузера): Недійсна відповідь («Math extension cannot connect to Restbase.») від сервера «http://localhost:6011/uk.wikipedia.org/v1/»:): {\displaystyle f(x)} . | Функцію, що визначення як {\displaystyle f(x)=x^{2}}, можна записати так: {\displaystyle f\colon x\mapsto x^{2}} |
| {\displaystyle \mapsto } | ↦                                                        | скрізь                                                                              | {\displaystyle x\mapsto f(x)} означає, що образом {\displaystyle x} після застосування функції {\displaystyle f} буде Неможливо розібрати вираз (SVG (MathML можна ввімкнути через плагін браузера): Недійсна відповідь («Math extension cannot connect to Restbase.») від сервера «http://localhost:6011/uk.wikipedia.org/v1/»:): {\displaystyle f(x)} . | Функцію, що визначення як {\displaystyle f(x)=x^{2}}, можна записати так: {\displaystyle f\colon x\mapsto x^{2}} |
| {\displaystyle \mathbb {N} } | N або ℕ                                                  | Натуральні числа                                                                    | {\displaystyle \mathbb {N} } означає множину {\displaystyle \{1,\;2,\;3,\;\ldots \}} або {\displaystyle \{0,\;1,\;2,\;3,\;\ldots \}} (в залежності від ситуації). | {\displaystyle \{\left\|a\right\|\,\|\,a\in \mathbb {Z} \}=\mathbb {N} } |
| {\displaystyle \mathbb {N} } | N або ℕ                                                  | «Ен»                                                                                | {\displaystyle \mathbb {N} } означає множину {\displaystyle \{1,\;2,\;3,\;\ldots \}} або {\displaystyle \{0,\;1,\;2,\;3,\;\ldots \}} (в залежності від ситуації). | {\displaystyle \{\left\|a\right\|\,\|\,a\in \mathbb {Z} \}=\mathbb {N} } |
| {\displaystyle \mathbb {N} } | N або ℕ                                                  | Числа                                                                               | {\displaystyle \mathbb {N} } означає множину {\displaystyle \{1,\;2,\;3,\;\ldots \}} або {\displaystyle \{0,\;1,\;2,\;3,\;\ldots \}} (в залежності від ситуації). | {\displaystyle \{\left\|a\right\|\,\|\,a\in \mathbb {Z} \}=\mathbb {N} } |
| {\displaystyle \mathbb {Z} } | Z або ℤ                                                  | Цілі числа                                                                          | {\displaystyle \mathbb {Z} } означає множину {\displaystyle \{\ldots ,\;-3,\;-2,\;-1,\;0,\;1,\;2,\;3,\;\ldots \}} | {\displaystyle \{a,\;-a\,\|\,a\in \mathbb {N} \}=\mathbb {Z} } |
| {\displaystyle \mathbb {Z} } | Z або ℤ                                                  | «Зет»                                                                               | {\displaystyle \mathbb {Z} } означає множину {\displaystyle \{\ldots ,\;-3,\;-2,\;-1,\;0,\;1,\;2,\;3,\;\ldots \}} | {\displaystyle \{a,\;-a\,\|\,a\in \mathbb {N} \}=\mathbb {Z} } |
| {\displaystyle \mathbb {Z} } | Z або ℤ                                                  | Числа                                                                               | {\displaystyle \mathbb {Z} } означає множину {\displaystyle \{\ldots ,\;-3,\;-2,\;-1,\;0,\;1,\;2,\;3,\;\ldots \}} | {\displaystyle \{a,\;-a\,\|\,a\in \mathbb {N} \}=\mathbb {Z} } |
| {\displaystyle \mathbb {Q} } | Q або ℚ                                                  | Раціональні числа                                                                   | {\displaystyle \mathbb {Q} } означає {\displaystyle \left\{\left.{p \over q}\right\|p\in \mathbb {Z} \wedge q\in \mathbb {Z} \wedge q\neq 0\right\}} | {\displaystyle 3,\!14\in \mathbb {Q} } {\displaystyle \pi \notin \mathbb {Q} } |
| {\displaystyle \mathbb {Q} } | Q або ℚ                                                  | «Ку»                                                                                | {\displaystyle \mathbb {Q} } означає {\displaystyle \left\{\left.{p \over q}\right\|p\in \mathbb {Z} \wedge q\in \mathbb {Z} \wedge q\neq 0\right\}} | {\displaystyle 3,\!14\in \mathbb {Q} } {\displaystyle \pi \notin \mathbb {Q} } |
| {\displaystyle \mathbb {Q} } | Q або ℚ                                                  | Числа                                                                               | {\displaystyle \mathbb {Q} } означає {\displaystyle \left\{\left.{p \over q}\right\|p\in \mathbb {Z} \wedge q\in \mathbb {Z} \wedge q\neq 0\right\}} | {\displaystyle 3,\!14\in \mathbb {Q} } {\displaystyle \pi \notin \mathbb {Q} } |
| {\displaystyle \mathbb {R} } | R або ℝ                                                  | Дійсні числа                                                                        | {\displaystyle \mathbb {R} } означає множину всіх меж послідовностей з {\displaystyle \mathbb {Q} } | {\displaystyle \pi \in \mathbb {R} } {\displaystyle i\notin \mathbb {R} } ({\displaystyle i} — комплексне число: {\displaystyle i^{2}=-1}) |
| {\displaystyle \mathbb {R} } | R або ℝ                                                  | «Ер»                                                                                | {\displaystyle \mathbb {R} } означає множину всіх меж послідовностей з {\displaystyle \mathbb {Q} } | {\displaystyle \pi \in \mathbb {R} } {\displaystyle i\notin \mathbb {R} } ({\displaystyle i} — комплексне число: {\displaystyle i^{2}=-1}) |
| {\displaystyle \mathbb {R} } | R або ℝ                                                  | Числа                                                                               | {\displaystyle \mathbb {R} } означає множину всіх меж послідовностей з {\displaystyle \mathbb {Q} } | {\displaystyle \pi \in \mathbb {R} } {\displaystyle i\notin \mathbb {R} } ({\displaystyle i} — комплексне число: {\displaystyle i^{2}=-1}) |
| {\displaystyle \mathbb {C} } | C або ℂ                                                  | Комплексні числа                                                                    | {\displaystyle \mathbb {C} } означає множину {\displaystyle \{a+b\cdot i\,\|\,a\in \mathbb {R} \wedge b\in \mathbb {R} \}} | {\displaystyle i\in \mathbb {C} } |
| {\displaystyle \mathbb {C} } | C або ℂ                                                  | «Це»                                                                                | {\displaystyle \mathbb {C} } означає множину {\displaystyle \{a+b\cdot i\,\|\,a\in \mathbb {R} \wedge b\in \mathbb {R} \}} | {\displaystyle i\in \mathbb {C} } |
| {\displaystyle \mathbb {C} } | C або ℂ                                                  | Числа                                                                               | {\displaystyle \mathbb {C} } означає множину {\displaystyle \{a+b\cdot i\,\|\,a\in \mathbb {R} \wedge b\in \mathbb {R} \}} | {\displaystyle i\in \mathbb {C} } |
| {\displaystyle <\,} {\displaystyle >\,} | < >                                                      | Порівняння                                                                          | {\displaystyle x<y} означає, що {\displaystyle x} є строго меншим від {\displaystyle y}. {\displaystyle x>y} означає, що {\displaystyle x} є строго більшим від {\displaystyle y}. | {\displaystyle x<y\Leftrightarrow y>x} |
| {\displaystyle <\,} {\displaystyle >\,} | < >                                                      | «менше ніж», «більше ніж»                                                           | {\displaystyle x<y} означає, що {\displaystyle x} є строго меншим від {\displaystyle y}. {\displaystyle x>y} означає, що {\displaystyle x} є строго більшим від {\displaystyle y}. | {\displaystyle x<y\Leftrightarrow y>x} |
| {\displaystyle <\,} {\displaystyle >\,} | < >                                                      | Відношення порядку                                                                  | {\displaystyle x<y} означає, що {\displaystyle x} є строго меншим від {\displaystyle y}. {\displaystyle x>y} означає, що {\displaystyle x} є строго більшим від {\displaystyle y}. | {\displaystyle x<y\Leftrightarrow y>x} |
| {\displaystyle \leqslant } {\displaystyle \geqslant } | ≤ або ⩽ ≥ або ⩾                                          | Порівняння                                                                          | {\displaystyle x\leqslant y} означає, що {\displaystyle x} є меншим або дорівнює {\displaystyle y}. {\displaystyle x\geqslant y} означає, що {\displaystyle x} є більшим або дорівнює {\displaystyle y}. | {\displaystyle x\geqslant 1\Rightarrow x^{2}\geqslant x} |
| {\displaystyle \leqslant } {\displaystyle \geqslant } | ≤ або ⩽ ≥ або ⩾                                          | «менше або дорівнює»; «більше або дорівнює»                                         | {\displaystyle x\leqslant y} означає, що {\displaystyle x} є меншим або дорівнює {\displaystyle y}. {\displaystyle x\geqslant y} означає, що {\displaystyle x} є більшим або дорівнює {\displaystyle y}. | {\displaystyle x\geqslant 1\Rightarrow x^{2}\geqslant x} |
| {\displaystyle \leqslant } {\displaystyle \geqslant } | ≤ або ⩽ ≥ або ⩾                                          | Відношення порядку                                                                  | {\displaystyle x\leqslant y} означає, що {\displaystyle x} є меншим або дорівнює {\displaystyle y}. {\displaystyle x\geqslant y} означає, що {\displaystyle x} є більшим або дорівнює {\displaystyle y}. | {\displaystyle x\geqslant 1\Rightarrow x^{2}\geqslant x} |
| {\displaystyle \approx } | ≈                                                        | Приблизна рівність                                                                  | {\displaystyle e\approx 2,\!718} з точністю до {\displaystyle 10^{-3}} означає, що 2,718 відрізняється від {\displaystyle e} не більше ніж на {\displaystyle 10^{-3}}. | {\displaystyle \pi \approx 3,\!1415926} з точністю до {\displaystyle 10^{-7}}. |
| {\displaystyle \approx } | ≈                                                        | «приблизно дорівнює»                                                                | {\displaystyle e\approx 2,\!718} з точністю до {\displaystyle 10^{-3}} означає, що 2,718 відрізняється від {\displaystyle e} не більше ніж на {\displaystyle 10^{-3}}. | {\displaystyle \pi \approx 3,\!1415926} з точністю до {\displaystyle 10^{-7}}. |
| {\displaystyle \approx } | ≈                                                        | Числа                                                                               | {\displaystyle e\approx 2,\!718} з точністю до {\displaystyle 10^{-3}} означає, що 2,718 відрізняється від {\displaystyle e} не більше ніж на {\displaystyle 10^{-3}}. | {\displaystyle \pi \approx 3,\!1415926} з точністю до {\displaystyle 10^{-7}}. |
| {\displaystyle {\sqrt {}}} | √                                                        | Арифметичний квадратний корінь                                                      | {\displaystyle {\sqrt {x}}} означає додатне дійсне число, яке в квадраті дає {\displaystyle x}. | {\displaystyle {\sqrt {4}}=2} {\displaystyle {\sqrt {x^{2}}}=\left\|x\right\|} |
| {\displaystyle {\sqrt {}}} | √                                                        | «Корінь квадратний з …»                                                             | {\displaystyle {\sqrt {x}}} означає додатне дійсне число, яке в квадраті дає {\displaystyle x}. | {\displaystyle {\sqrt {4}}=2} {\displaystyle {\sqrt {x^{2}}}=\left\|x\right\|} |
| {\displaystyle {\sqrt {}}} | √                                                        | Числа                                                                               | {\displaystyle {\sqrt {x}}} означає додатне дійсне число, яке в квадраті дає {\displaystyle x}. | {\displaystyle {\sqrt {4}}=2} {\displaystyle {\sqrt {x^{2}}}=\left\|x\right\|} |
| {\displaystyle \infty } | ∞                                                        | Нескінченність                                                                      | {\displaystyle +\infty } та {\displaystyle -\infty } суть елементи розширеної множини дійсних чисел. Ці символи позначають числа, що є меншими/більшими від усіх дійсних чисел. | {\displaystyle \lim \limits _{x\to 0}{1 \over \left\|x\right\|}=\infty } |
| {\displaystyle \infty } | ∞                                                        | «Плюс/мінус нескінченність»                                                         | {\displaystyle +\infty } та {\displaystyle -\infty } суть елементи розширеної множини дійсних чисел. Ці символи позначають числа, що є меншими/більшими від усіх дійсних чисел. | {\displaystyle \lim \limits _{x\to 0}{1 \over \left\|x\right\|}=\infty } |
| {\displaystyle \infty } | ∞                                                        | Числа                                                                               | {\displaystyle +\infty } та {\displaystyle -\infty } суть елементи розширеної множини дійсних чисел. Ці символи позначають числа, що є меншими/більшими від усіх дійсних чисел. | {\displaystyle \lim \limits _{x\to 0}{1 \over \left\|x\right\|}=\infty } |
| {\displaystyle \left\|\;\right\|} | \|                                                       | Модуль числа (абсолютне значення), модуль комплексного числа або потужність множини | {\displaystyle \left\|x\right\|} означає абсолютну величину {\displaystyle x}. {\displaystyle \|A\|} означає потужність множини {\displaystyle A} та дорівнює, якщо {\displaystyle A} скінченна, числу елементів {\displaystyle A}. | {\displaystyle \left\|a+b\cdot i\right\|={\sqrt {a^{2}+b^{2}}}} |
| {\displaystyle \left\|\;\right\|} | \|                                                       | «Модуль»; «Потужність»                                                              | {\displaystyle \left\|x\right\|} означає абсолютну величину {\displaystyle x}. {\displaystyle \|A\|} означає потужність множини {\displaystyle A} та дорівнює, якщо {\displaystyle A} скінченна, числу елементів {\displaystyle A}. | {\displaystyle \left\|a+b\cdot i\right\|={\sqrt {a^{2}+b^{2}}}} |
| {\displaystyle \left\|\;\right\|} | \|                                                       | Числа і Теорія множин                                                               | {\displaystyle \left\|x\right\|} означає абсолютну величину {\displaystyle x}. {\displaystyle \|A\|} означає потужність множини {\displaystyle A} та дорівнює, якщо {\displaystyle A} скінченна, числу елементів {\displaystyle A}. | {\displaystyle \left\|a+b\cdot i\right\|={\sqrt {a^{2}+b^{2}}}} |
| {\displaystyle \sum } | ∑                                                        | Сума, сума ряду                                                                     | {\displaystyle \sum _{k=1}^{n}a_{k}} означає «сума {\displaystyle a_{k}}, де {\displaystyle k} приймає значення від 1 до {\displaystyle n}», а саме {\displaystyle a_{1}+a_{2}+\ldots +a_{n}}. {\displaystyle \sum _{k=1}^{\infty }a_{k}} означає суму ряду, що складається з {\displaystyle a_{k}}. | {\displaystyle \sum _{k=1}^{4}k^{2}=} {\displaystyle =1^{2}+2^{2}+3^{2}+4^{2}} {\displaystyle =30} |
| {\displaystyle \sum } | ∑                                                        | «Сума … по … від … до …»                                                            | {\displaystyle \sum _{k=1}^{n}a_{k}} означає «сума {\displaystyle a_{k}}, де {\displaystyle k} приймає значення від 1 до {\displaystyle n}», а саме {\displaystyle a_{1}+a_{2}+\ldots +a_{n}}. {\displaystyle \sum _{k=1}^{\infty }a_{k}} означає суму ряду, що складається з {\displaystyle a_{k}}. | {\displaystyle \sum _{k=1}^{4}k^{2}=} {\displaystyle =1^{2}+2^{2}+3^{2}+4^{2}} {\displaystyle =30} |
| {\displaystyle \sum } | ∑                                                        | Арифметика, Математичний аналіз                                                     | {\displaystyle \sum _{k=1}^{n}a_{k}} означає «сума {\displaystyle a_{k}}, де {\displaystyle k} приймає значення від 1 до {\displaystyle n}», а саме {\displaystyle a_{1}+a_{2}+\ldots +a_{n}}. {\displaystyle \sum _{k=1}^{\infty }a_{k}} означає суму ряду, що складається з {\displaystyle a_{k}}. | {\displaystyle \sum _{k=1}^{4}k^{2}=} {\displaystyle =1^{2}+2^{2}+3^{2}+4^{2}} {\displaystyle =30} |
| {\displaystyle \prod } | ∏                                                        | Добуток                                                                             | {\displaystyle \prod _{k=1}^{n}a_{k}} означає «добуток {\displaystyle a_{k}} для усіх {\displaystyle k} від 1 до {\displaystyle n}», а саме {\displaystyle a_{1}\cdot a_{2}\cdot \ldots \cdot a_{n}} | {\displaystyle \prod _{k=1}^{4}(k+2)=} {\displaystyle =3\cdot 4\cdot 5\cdot 6=360} |
| {\displaystyle \prod } | ∏                                                        | «Добуток … по … від … до …»                                                         | {\displaystyle \prod _{k=1}^{n}a_{k}} означає «добуток {\displaystyle a_{k}} для усіх {\displaystyle k} від 1 до {\displaystyle n}», а саме {\displaystyle a_{1}\cdot a_{2}\cdot \ldots \cdot a_{n}} | {\displaystyle \prod _{k=1}^{4}(k+2)=} {\displaystyle =3\cdot 4\cdot 5\cdot 6=360} |
| {\displaystyle \prod } | ∏                                                        | Арифметика                                                                          | {\displaystyle \prod _{k=1}^{n}a_{k}} означає «добуток {\displaystyle a_{k}} для усіх {\displaystyle k} від 1 до {\displaystyle n}», а саме {\displaystyle a_{1}\cdot a_{2}\cdot \ldots \cdot a_{n}} | {\displaystyle \prod _{k=1}^{4}(k+2)=} {\displaystyle =3\cdot 4\cdot 5\cdot 6=360} |
| {\displaystyle \int dx} | ∫                                                        | Інтеграл                                                                            | {\displaystyle \int \limits _{a}^{b}f(x)\,dx} означає «Інтеграл від {\displaystyle a} до {\displaystyle b} функції {\displaystyle f} від {\displaystyle x} по змінній {\displaystyle x}». | {\displaystyle \int \limits _{0}^{b}x^{2}\,dx=b^{3}/3} {\displaystyle \int x^{2}\,dx=x^{3}/3} |
| {\displaystyle \int dx} | ∫                                                        | «Інтеграл (від … до …) функції … по…»                                               | {\displaystyle \int \limits _{a}^{b}f(x)\,dx} означає «Інтеграл від {\displaystyle a} до {\displaystyle b} функції {\displaystyle f} від {\displaystyle x} по змінній {\displaystyle x}». | {\displaystyle \int \limits _{0}^{b}x^{2}\,dx=b^{3}/3} {\displaystyle \int x^{2}\,dx=x^{3}/3} |
| {\displaystyle \int dx} | ∫                                                        | Математичний аналіз                                                                 | {\displaystyle \int \limits _{a}^{b}f(x)\,dx} означає «Інтеграл від {\displaystyle a} до {\displaystyle b} функції {\displaystyle f} від {\displaystyle x} по змінній {\displaystyle x}». | {\displaystyle \int \limits _{0}^{b}x^{2}\,dx=b^{3}/3} {\displaystyle \int x^{2}\,dx=x^{3}/3} |
| {\displaystyle {\frac {df}{dx}}} {\displaystyle f'(x)} | df/dx f'(x)                                              | Похідна                                                                             | {\displaystyle {\frac {df}{dx}}} або {\displaystyle f'(x)} означає «(перша) похідна функції {\displaystyle f} від {\displaystyle x} по змінній {\displaystyle x}». | {\displaystyle {\frac {d\cos x}{dx}}=-\sin x} |
| {\displaystyle {\frac {df}{dx}}} {\displaystyle f'(x)} | df/dx f'(x)                                              | «Похідна … по …»                                                                    | {\displaystyle {\frac {df}{dx}}} або {\displaystyle f'(x)} означає «(перша) похідна функції {\displaystyle f} від {\displaystyle x} по змінній {\displaystyle x}». | {\displaystyle {\frac {d\cos x}{dx}}=-\sin x} |
| {\displaystyle {\frac {df}{dx}}} {\displaystyle f'(x)} | df/dx f'(x)                                              | Математичний аналіз                                                                 | {\displaystyle {\frac {df}{dx}}} або {\displaystyle f'(x)} означає «(перша) похідна функції {\displaystyle f} від {\displaystyle x} по змінній {\displaystyle x}». | {\displaystyle {\frac {d\cos x}{dx}}=-\sin x} |
| {\displaystyle {\frac {d^{n}f}{dx^{n}}}} {\displaystyle f^{(n)}(x)} | {\displaystyle d^{n}f/dx^{n}} {\displaystyle f^{(n)}(x)} | Похідна {\displaystyle n}-го порядку                                                | {\displaystyle {\frac {d^{n}f}{dx^{n}}}} або {\displaystyle f^{(n)}(x)} (в другому випадку якщо {\displaystyle n} — фіксоване число, то воно пишеться римськими цифрами) означає «{\displaystyle n}-я похідна функції {\displaystyle f} від {\displaystyle x} по змінній {\displaystyle x}». | {\displaystyle {\frac {d^{4}\cos x}{dx^{4}}}=\cos x} |
| {\displaystyle {\frac {d^{n}f}{dx^{n}}}} {\displaystyle f^{(n)}(x)} | {\displaystyle d^{n}f/dx^{n}} {\displaystyle f^{(n)}(x)} | «{\displaystyle n}-я похідна … по …»                                                | {\displaystyle {\frac {d^{n}f}{dx^{n}}}} або {\displaystyle f^{(n)}(x)} (в другому випадку якщо {\displaystyle n} — фіксоване число, то воно пишеться римськими цифрами) означає «{\displaystyle n}-я похідна функції {\displaystyle f} від {\displaystyle x} по змінній {\displaystyle x}». | {\displaystyle {\frac {d^{4}\cos x}{dx^{4}}}=\cos x} |
| {\displaystyle {\frac {d^{n}f}{dx^{n}}}} {\displaystyle f^{(n)}(x)} | {\displaystyle d^{n}f/dx^{n}} {\displaystyle f^{(n)}(x)} | Математичний аналіз                                                                 | {\displaystyle {\frac {d^{n}f}{dx^{n}}}} або {\displaystyle f^{(n)}(x)} (в другому випадку якщо {\displaystyle n} — фіксоване число, то воно пишеться римськими цифрами) означає «{\displaystyle n}-я похідна функції {\displaystyle f} від {\displaystyle x} по змінній {\displaystyle x}». | {\displaystyle {\frac {d^{4}\cos x}{dx^{4}}}=\cos x} |